# Agathis inedia
Agathis inedia är en stekelart som först beskrevs av Marsh 1913.  Agathis inedia ingår i släktet Agathis och familjen bracksteklar. Inga underarter finns listade i Catalogue of Life.